# Kruhlaje
Kruhlaje (belarussisch Кру́глае) ist eine Stadt im Rajon Kruhlaje der Mahiljouskaja Woblasz in Belarus. Zum 1. Januar 2023 betrug die Bevölkerung 7315 Einwohner.

## Lage
Die Kleinstadt liegt am Fluss Drut, 52 km von Mahiljou entfernt. Die Fernstraße P26 führt durch Kruhlaje.

## Bevölkerung
| 1970 | 1979 | 1989 | 2023 |
| ---- | ---- | ---- | ---- |
| 3026 | 4937 | 7108 | 7315 |

## Söhne und Töchter der Stadt
- Iryna Kuratschkina (* 1994), Ringerin